# Ixinandria steinbachi
Ixinandria steinbachi és una espècie de peix de la família dels loricàrids i l'única del gènere Ixinandria.

## Morfologia
- Els mascles poden assolir 10 cm de longitud total.[3][4]

## Hàbitat
És un peix d'aigua dolça i de clima temperat.

## Distribució geogràfica
Es troba a Sud-amèrica: conques del riu Salado a Salta (l'Argentina), del riu Bermejo (el nord-oest de l'Argentina i el sud de Bolívia) i del riu Pilcomayo (el sud de Bolívia).